# Thiania suboppressa
Thiania suboppressa là một loài nhện trong họ Salticidae.
Loài này thuộc chi Thiania. Thiania suboppressa được Embrik Strand miêu tả năm 1907.